# ビヨンド ザ ビヨンド 〜遥かなるカナーンへ〜
『ビヨンド ザ ビヨンド 〜遥かなるカナーンへ〜』（Beyond the Beyond）は、1995年11月3日にソニー・コンピュータエンタテインメント（SCE）から発売されたキャメロット制作のPlayStation用コンピュータRPG。

## 概要
本作はキャメロットが手掛けた最初の作品であるが、本作はPlayStationシリーズ初の従来のオーソドックス型の本格王道ファンタジーRPGとなった。プロデューサーはシャイニング・シリーズを手掛けた高橋秀五。「プレイステーション1周年記念RPG」として発売され、SCEによる大規模な販促キャンペーンが展開された。また、CMなどではビヨビヨという略称も使用している。
キャラクターデザインには柴田亜美を起用、BGMは桜庭統が担当した。
牧野修によるノベライズ小説も発表された。

## ゲームシステム
ゲームシステムは、コンピュータRPGとしてオーソドックスなものとなっている。ここでは、本作特有のシステムについて述べる。
VP（ヴァイタルポイント）・LP（ライフポイント）
他のゲームにおけるHP（ヒットポイント）に相当するパラメータ。敵の攻撃を受けることによってVPが減少し、VPが0になるとグロッキー状態（戦闘不能）になる。ターン経過によってグロッキー状態は自動回復するが、回復時にLPを消費する。VPとLPの両方が0になるとそのキャラクターは死亡する。
APS（Active Playing System）
戦闘中、方向キーを押しながら○ボタンを連打することによって、戦闘を有利に進めることができるシステム。効果は以下のとおり。
- 攻撃時に、クリティカル攻撃または2回連続攻撃の確率上昇
- 敵からの攻撃を受けるときに、攻撃を防いだり、ダメージを軽減したりする
- グロッキーからの回復時に、LPの消費を抑え、VPの回復量を多くする

※ APSの効果を得るには、手でボタンを連打する必要がある。連射パッドの連射機能で1秒あたり一定回数以上を意図的に連打した場合はAPSの効果は得られない。
転職
ゲームの中盤、一定の条件を満たすことによって転職することができる。転職後の職業は各キャラクター固定であり、転職は各キャラクター1回のみ。転職による効果は以下のとおり。
- グラフィックの変更
- レベルの上昇により、より上位の魔法を覚えるようになる
- 強力な武器・防具を装備できるようになる

※ 転職直後はレベルの表示は1になるが、実質のレベルは「現在表示されているレベル + 転職直前のレベル」である。

## 登場キャラクター

### プレイヤーキャラクター
フィン
職業：剣士→勇者
本作の主人公。マリオン国騎士団長ケビンズの息子。初代マリオンは自国を"神の庇護の国"と呼んでいた。
その素性は、マリオンの姫君と騎士の間に生まれた少年。そのため王族の血を引いており、エドワードとは血縁関係にある。
当時の両親の恋愛は周囲に認められず、引き離されることを恐れて生まれて間もないフィンを連れて亡命を図るが、連れ戻しにきたケビンズとの争いにより両親は崖から落ち死亡。二人の死を重く受け止めたケビンズは、フィンを引き取り自分の息子として育てた。
アニー
職業：僧侶→司祭
元マリオン国騎士団長ガラハッドの娘で、フィンの幼なじみの少女。とある事件がきっかけで、回復魔法の能力に目覚める。おてんばな性格であり、「女の子だから」という理由で男と区別されることを嫌う。
ベルーシ
職業：騎士→黒騎士
アニーの兄で、マリオン国の騎士。フィン達を逃がすために敵に捕らえられ、パーティから離脱する。その後、ラムウによって洗脳され仮面の黒騎士としてフィンたちの前に敵として立ちはだかる。終盤のダンジョンでは彼と決着をつけることになるが、特定の条件で仲間に復帰する。
サムソン
職業：戦士→ジェネラル
エドワードの護衛役であり、大陸一の怪力を誇る戦士。パーティ加入直後にラムウに呪いをかけられ、大幅に実力を失い長期間苦しめられることになる。神様の手によって呪いは解かれるが、既に自力で呪いによるパワーダウンを克服していた（ただし呪いによる状態異常は継続していた）。
エドワード
職業：魔法使い→ビショップ
マリオン国の王子。甘えん坊で病弱だが、優れた攻撃魔法の才能を持っている。
ドミノ
職業：海賊→キャプテン
世界の財宝を求めて航海の旅を続ける海賊。
トント
職業：シャーマン→サモナー
シモンの村出身の召喚魔法の使い手。自分のイタズラが原因で丸々とした変な姿になっているが、本来はれっきとしたシャーマン族の子どもである。所謂隠しキャラであり、仲間にしなくてもストーリー進行に影響はない。
ローレライ
職業：モンク→マスターモンク
バルバロス国の姫。幼いころから武術を学んでいる。どうやらフィンにほの字の模様。

### 敵キャラクター
バンドール王
バンドール国の国王。魔族の力を利用した世界征服の野望を持っている。自らの腹心でもあるシュタットを見捨てて撤退するなど冷酷な性格。だが最後はシュタットに裏切られ、軍艦の砲撃によって命を落としてしまう。
シュタット
バンドール国の軍師。直属の3将軍を従え、世界征服のための先兵となる。実はカナーンにて魔族を封印する使命を帯びていた神官だったが、「魔王」によって憑依され支配されてしまった（あくまで人格はシュタットのようである）。本来はマリオンの王族と共に魔界と地上を繋ぐ門の封印をつかさどっていたが、マリオン側がエドワードを寄越すのを断ったためこのような事態となってしまった（そのためカナーンの人々はシュタットに同情し、マリオン側を非難している）。
最期はラムウと共にフィン一行と戦うが力及ばず死亡する。その際に「フィンよ、お前を恨んではいない。運命が我々を導き、私が敗れただけのことだ。私は人間族。どうあがいても魔族になりきることはできなかった」と最期まで誇り高くあると同時に、人間を超えられなかったことの劣等感を吐露した。
魔王によれば「地上界への未練から戦い、力を出し切れなかった」ことが敗因に挙げられている。エンディングではベルーシから「恐ろしいやつだったけどかわいそうなやつだった」と同情された。
ラムウ
シュタット直属の3将軍の1人。強大な魔力の持ち主で、特に呪術を得意としている。れっきとした女性だが、なぜかニューハーフに間違えられることがあるらしい。最期はシュタットと共にフィンたちと戦うが力及ばず死亡する。
ヨーン
シュタット直属の3将軍の1人。人間とはかけ離れた異様な外見である。ケビンズに化けてフィンを騙すなど卑劣な手段を講じる。小さく弱そうに見えるが、ラムウを凌ぐ魔力の持ち主。
物語中盤でケビンズの反撃によって崖下へ落ち消息不明となるがひそかに生存しておりラストダンジョンの入り口にて一行を待ち構え、対決するも敗北。死亡した。
ダグート
シュタット直属の3将軍の1人。クロスボウの使い手。3人の中では最も力に秀でており、常人にはとても扱えないような巨大なクロスボウを軽々と扱うことができる。見た目に反して常に敬語で喋る。
ラストダンジョンに入るための鍵を求めて現れたフィン一行と対決し、敗北。死亡した。
魔王（まおう）
本作のラストボス。シュタットに憑依して操っていた魔界の王であり、3将軍を率いていた真の黒幕。ラストダンジョンにてシュタットが敗れた後、肉体から抜け出して正体を現し襲い掛かってくる。その姿はシュタットとは似ても似つかない醜悪で傲慢な化け物である。なお、攻略本にも紹介されているが姿はモザイクが掛かっていて不明となっている。
敗北後は「人間ごときに負けるはずがない」と動揺し、その間隙を突いたフィンに光のオーブを投げつけられ消滅。邪悪な野望ごと完全に消え去った。

### その他のキャラクター
スタイナー
数年前にフィンが拾ったベビードラゴン。戦闘ではフィンの攻撃後に追加攻撃を行うことがある。フィンが転職すると巨大なドラゴンに成長する。スタイナーによる追加攻撃は無くなるが、フィンの「スタイナー」の魔法で呼び出し、全体攻撃を行うことができるようになる。さらに、乗り物として使用可能になる。中盤ではダグートの攻撃によって消息不明となるが、終盤のある場所にて生存が判明しメンバーに復帰する。その際はフィンも「スタイナー」の魔法が使用可能になるため火力が上がる。
ケビンズ
マリオン国騎士団長。ガラハッドの元部下。騎士団長として城で暮らしているため、月に一度、フィンに稽古をつけることが唯一の親子のふれあいになっている。中盤でバンドール側に捕らえられ、フィンへの人質に利用されるがヨーンを道連れにして崖下へと落下してしまう。以後は登場しないがヨーンの口から魔界にて囚われの身になっていることが語られる。
実は彼はフィンの実父ではない。ケビンズの親友は騎士でありながら王族の女性との間に一子をもうけ、あまつさえ駆け落ちまでしてしまった。これを連れ戻しにやってきたのがケビンズであり、追いつめた末に親友も女性も事故で死なせてしまった。この時に引き取った二人の子が「フィン」である。しかしフィンにとって彼もまた父であることは変わらず、エンディング後、フィンは「父」の姿を求めて旅立つこととなる。
ガラハッド
元マリオン国騎士団長。ベルーシとアニーの父親。ケガのために騎士団を引退し、現在はアイラの村で暮らしている。
ソーニャ
ガラハッドの妻。フィンを実の子と同様に育ててきた。
賢者ホネット
シモンの村のはずれで修業をしているシャーマン。サムソンにかけられた呪いを解くことができる唯一の人物。
バルバロス王
バルバロス国の国王。シュタット率いるバンドール国に攻め込まれるも、自ら戦い聖水の力でシュタットを撤退させるほどの力を持つ。だがその際に重症を負い、ローレライのことをフィンたちに頼み、命を落としてしまう。  娘のローレライを溺愛しており、「勇者」に転職したものでなければ絶対に結婚させないと固く誓っていた。